# Tulia
Tulia es un grupo musical femenino polaco que interpreta un estilo de música que mezcla folk tradicional con voces blancas, todo ello con una producción moderna. La banda fue formada en 2017 en Szczecin, Polonia con sus cuatro miembros: Joanna Sinkiewicz, Dominika Siepka, Patrycja Nowicka y Tulia Biczak, cuyo nombre fue elegido para denominar al grupo. Ese mismo año alcanzaron la fama en su país después de compartir en YouTube una versión de la canción de Depeche Mode, "Enjoy the Silence". 
En 2018, lanzaron su primer álbum, llamado Tulia y distribuido por Universal Music Poland, el cual incluye canciones originales y algunas versiones de artistas tanto polacos como internacionales. El álbum consiguió ser disco de platino después de haber vendido más de 30.000 copias desde la fecha de su lanzamiento.
El 15 de febrero de 2019, fue anunciado que Tulia había sido elegida por TVP, la televisión pública polaca, para representar a Polonia en el Festival de la Canción de Eurovisión 2019 en Tel Aviv.

## Discografía

### Álbumes
| Título  | Detalles                                                                                                | Posición en las listas de éxitos | Ventas        | Certificaciones |
| Título  | Detalles                                                                                                | POL                              | Ventas        | Certificaciones |
| ------- | --- | -------------------------------- | ------------- | --------------- |
| Tulia   | - Lanzamiento: 25 de mayo de 2018 - Discográfica: Universal Music Group - Formato: Descarga digital, CD | 7                                | - POL: 30.000 | - POL: Platino  |
| Półmrok | - Lanzamiento: 21 de mayo de 2021 - Discográfica: Universal Music Group - Formato: Descarga digital, CD |                                  |               |                 |

### Sencillos
| Título               | Año  | Posición en las listas de éxitos | Álbum |
| Título               | Año  | POL                              | Álbum |
| -------------------- | ---- | -------------------------------- | ----- |
| "Enjoy the Silence"  | 2017 | —                                | Tulia |
| "Nieznajomy"         | 2018 | —                                | Tulia |
| "Jeszcze Cię nie ma" | 2018 | —                                | Tulia |
| "Wstajemy już"       | 2018 | —                                | Tulia |
| "Pali się"           | 2018 | —                                | Tulia |

## Premios

### Nominaciones
- New Face of Fonography (Fryderyk's 2019)